# Kamila Zlatušková
Kamila Zlatušková (* 26. února 1981 Brno) je česká filmová producentka, scenáristka, dramaturgyně, režisérka a ředitelka festivalu Serial Killer. Jejím otcem je vysokoškolský pedagog Jiří Zlatuška. Založila a vede mezinárodní festival seriálové tvorby Serial Killer. Festivalový tým se zformoval v roce 2016, první ročník se konal v roce 2018. Magazín Forbes ji v roce 2021 zařadil mezi 150 nejvlivnějších žen Česka.

## Vzdělání a akademické působení
V roce 2006 vystudovala rozhlasovou a televizní dramaturgii a scenáristiku na Divadelní fakultě Janáčkovy akademie múzických umění v Brně (titul MgA.) a v roce 2010 politologii a žurnalistiku na Fakultě sociálních studií Masarykovy univerzity (titul Bc.). Kromě toho absolvovala roční stáž v oboru TV Broadcasting a Film Studies na univerzitě v USA. Působí také jako pedagožka na FAMU, kde v minulosti zastávala funkci proděkanky.

## Televizní tvorba
Působila jako dramaturgyně a později jako kreativní producentka v České televizi, kde se podílela například na třech sériích TV dokumentárního cyklu Ptáčata (2010, 2014, 2020) i na dalších mezinárodně oceňovaných pořadech.

## Filmografie

### Producentka
Výběr filmografie Kamily Zlatuškové jako producentky:
- 2013 Expremiéři – Nejlepší dokumentární film na Famufest 2014
- 2013 Show! – Ceny české filmové kritiky 2014: Nejlepší dokument roku, MFDF Jihlava 2013: Cena diváků
- 2013 Kauza Cervanová – DOK Leipzig 2013: Čestné uznání poroty a Cena ekumenické poroty
- 2013 Zázrak – KVIFF 2013: Zvláštní uznání poroty, Arras Film Festival 2013: Zlatý Atlas
- 2014 Hvězdy za železnou oponou
- 2014 Tečka páteční noci
- 2014 Třída 8.A
- 2014 K oblakům vzhlížíme – Ceny české filmové kritiky 2015: Nejlepší dokument, MFDF Jihlava 2014: Nejlepší český dokument
- 2015 Koza – nominováno na nejlepší debut Berlinale 2015, nejlepší film MFF Neisse 2015, nejlepší film Olhar de Cinema 2015
- 2015 Zlatá mládež

### Režisérka
Výběr filmografie Kamily Zlatuškové jako režisérky:
- 2010 Ptáčata (1. série) – nominováno na European Civis Media Prize 2011, Gypsy Spirit: Čin roku 2010
- 2011 Ekologika
- 2011 24
- 2013 Dávej pozor! – cena za Nejlepší český populárně-vědecký film (AFO 2013), nominováno na Japan Prize 2013
- 2014 Ptáčata (2. série)
- 2020 Ptáčata (3. série)